# Paranthus chromatoderus
Paranthus chromatoderus är en havsanemonart som först beskrevs av Schmarda 1852.  Paranthus chromatoderus ingår i släktet Paranthus och familjen Actinostolidae. Inga underarter finns listade i Catalogue of Life.